# Samuel Ammon (Verleger)
Samuel Ammon (auch: Julius Samuel Ammon; * vor 1661 in Heidelberg; † 1707 in Hannover) war ein deutscher Hof-Buchdrucker und Verleger von Gottfried Wilhelm Leibniz.

## Leben
Der in Heidelberg geborene Samuel Ammon wirkte dort zunächst im Jahr 1661 als Buchdrucker, dann wieder von 1672 bis 1687. Durch die Wirren des Pfälzischen Erbfolgekrieges aus seiner Heimatstadt vertrieben, wirkte Ammon in den Jahren von 1687 bis 1690 in der Stadt Hanau.
Nach dem Tod des unter der Regierung von Herzog Ernst August als „fürstl. Hof-Buchdrucker“ titelnden Georg Friedrich Grimm im Jahr 1690 etablierte Samuel Ammon 1691 „in Hannover“ eine Druckerei, „die auch sofort zur Hofbuchdruckerei“ für die Residenzstadt des Kurfürstentums Braunschweig-Lüneburg erhoben wurde. Für sich und seine Leute erhielt Ammon „[miet]freie Wohnung“ an Stelle des späteren Konsistorialgebäudes „auf dem Brande“, der späteren Brandstraße, an der Südostecke der Mittelstraße in der Calenberger Neustadt.
Der Ammonschen Druckerei wurde – ebenfalls 1691 – eine Leihbücherei angeschlossen.
Kurz darauf druckte und verlegte Samuel Ammon 1693 den Codex juris gentium diplomaticus von Leibniz.
In den Jahren 1693 und 1694 verfasste Ammon sieben Briefe an Leibniz, die heute zum Weltdokumentenerbe zählen.
Samuel Ammon gilt als Begründer der späteren Verlagsbuchdruckerei Berthold Pokrantz. Er erstellte rund gut 60 Drucke in Hannover, von denen 20 im Verzeichnis der im deutschen Sprachraum erschienenen Drucke des 17. Jahrhunderts (VD 17) für die lateinische Gelegenheitsdichtung im Herzogtum Braunschweig-Lüneburg als relevant erachtet werden.
Nachfolger Ammons im Familienunternehmen in Hannover waren zunächst
- 1707 bis um 1718 Ammons Sohn, Hofbuchdrucker Jakob Daniel Ammon[7]
- um 1722 bis 1739 Hofbuchdrucker Johann Dietrich Ammon[7]
- 1739 bis 1749 Hofbuchdrucker Johann David Ammon († 1749)[7]

Im Todesjahr des letzten Hofbuchdruckers aus der Familie Ammon wurde die Druckerei 1749 an Georg Heinrich Lorenz Reuther verkauft.

## Bekannte Werke (Auswahl)
- 1693: Gottfried Wilhelm Leibniz: Codex juris gentium diplomaticus[1]